# USS John F. Kennedy (CV 67)
A USS John F. Kennedy (CV 67) (korábban CVA 67) a róla elnevezett John F. Kennedy osztály egyetlen hajóegysége, az Amerikai Haditengerészet utolsó hadrendbe állított hagyományos meghajtású repülőgép-hordozója. A hadihajó névadója az ország 35. elnöke, a merényletben elhunyt John Fitzgerald Kennedy, a hajó beceneve a Big John. A hajó rendszerbesorolása eredetileg CVA volt (fixed wing attack carrier, „merevszárnyú repülőgépeket hordozó támadó-repülőgép-hordozó”), azonban a jelölést megváltoztatták CV-re, miután képessé vált tengeralattjárók elleni hadviselésre is.
Közel negyven évig szolgált az Egyesült Államok Haditengerészetében, majd hivatalosan 2007. augusztus 1-jén vonták ki a hadrendből. A philadelphiai NAVSEA Inactive Ships On-site Maintenance üzemben kötött ki. Múzeumhajóként kívánták tovább vízen hagyni és hasznosítani, ám ez végül meghiúsult. A névadó neve tovább fog öröklődni az új Gerald R. Ford osztály 2. repülőgép-hordozójára, a John F. Kennedy (CVN 79)-re.